# Åke Grönberg
Karl Åke Edvard Grönberg (født 26. marts 1914 i Stockholm, død 15. september 1969 samme sted) var en svensk skuespiller, der medvirkede i omkring 100 film. Blandt hans filmroller kan nævnes Dirch Passer vælter byen fra 1954, der er instrueret af Gösta Bernhard.

## Udvalgt filmografi
- Mors tossede dreng (1937, ukrediteret)
- Flådens glade gutter (1937, ukrediteret)
- Sommerløjer (1938, ukrediteret)
- En eneste nat (1939, ukrediteret)
- Melodien fra den gamle by (1939)
- Glade gutter i trøjen (1940)
- Vestkystens helte (1940, ukrediteret)
- Vi kommer med musik! (1942)
- Den gule klinik (1942)
- Ungt blod (1943)
- Tænk kun på de lykkelige timer (1944)
- Kvinden uden ansigt (1947)
- Sommeren med Monika (1953)
- Barabbas (1953)
- Dirch Passer vælter byen (1954)
- En lektion i kærlighed (1954)
- Masser af Passer (1955)
- Den hårde leg (1956)
- Invasion of the Animal People (1959)
- 91:an Karlsson muckar (tror han) (1959, også instruktør)
- Halstørklædet (tv-serie, 1962)
- 491 (1964)
- Elskende par (1964)